# Gynoplistia niveicincta
Gynoplistia niveicincta là một loài ruồi trong họ Limoniidae. Chúng phân bố ở miền Australasia.